# Offshore-Windpark Nordergründe

Lage von Nordergründe innerhalb der Windparks in der Deutschen Bucht

Nordergründe ist der Name eines Offshore-Windparks im deutschen Wattenmeer der Nordsee, der seit 2017 in Betrieb ist.

## Lage
Die Gesamtfläche des Windparks, der etwa 15 Kilometer östlich der Insel Wangerooge im Mündungsgebiet der Weser liegt, beträgt rund sechs Quadratkilometer. Im Gegensatz zu den meisten anderen deutschen Offshore-Windparks befindet sich der OWP Nordergründe nahe der Küste in einem Gebiet mit Wassertiefen von nur zwei bis zehn Metern. Er befindet sich innerhalb der 12-Seemeilen-Zone in Niedersachsen und nicht wie die meisten anderen deutschen Offshore-Windparks in der Ausschließlichen Wirtschaftszone.

## Geschichte
Projektiert wurde der Windpark vom Windenergieunternehmen Energiekontor, 2013 wurde er an wpd verkauft, die einen 30%igen Anteil an das börsennotierte Unternehmen John Laing Group veräußerte. Auch die Gothaer Lebensversicherung ist an dem Unternehmen beteiligt.
Nach Durchführung eines Raumordnungsverfahrens und einer Umweltverträglichkeitsprüfung genehmigte das Gewerbeaufsichtsamt Oldenburg mit Bescheid vom 31. Oktober 2008 den Bau und Betrieb des Windparks auf Grundlage des Bundes-Immissionsschutzgesetzes. Gegen den Vorbescheid vom 15. November 2007 klagte die Inselgemeinde Wangerooge. Die Klage wurde als unzulässig aufgrund fehlender Klagebefugnis abgewiesen. Dieses Urteil wurde rechtskräftig. Eine umweltrechtliche Verbandsklage des BUND mit Unterstützung des WWF wurde nach einem Vergleich zurückgenommen.
Im Februar 2015 hat wpd die Lieferaufträge vergeben, die Offshore-Bauarbeiten begannen Anfang Mai 2016. Im August 2016 wurde die erste Windkraftanlage errichtet.
Die letzten Turbinen wurden im Dezember 2016 installiert. Die geplante Inbetriebnahme des Windparks für Ende 2016 verzögerte sich, da der Hersteller der Umspannplattform Insolvenz angemeldet hatte. Die Inbetriebnahme erfolgte schließlich am 31. Oktober 2017.

## Windenergieanlagen

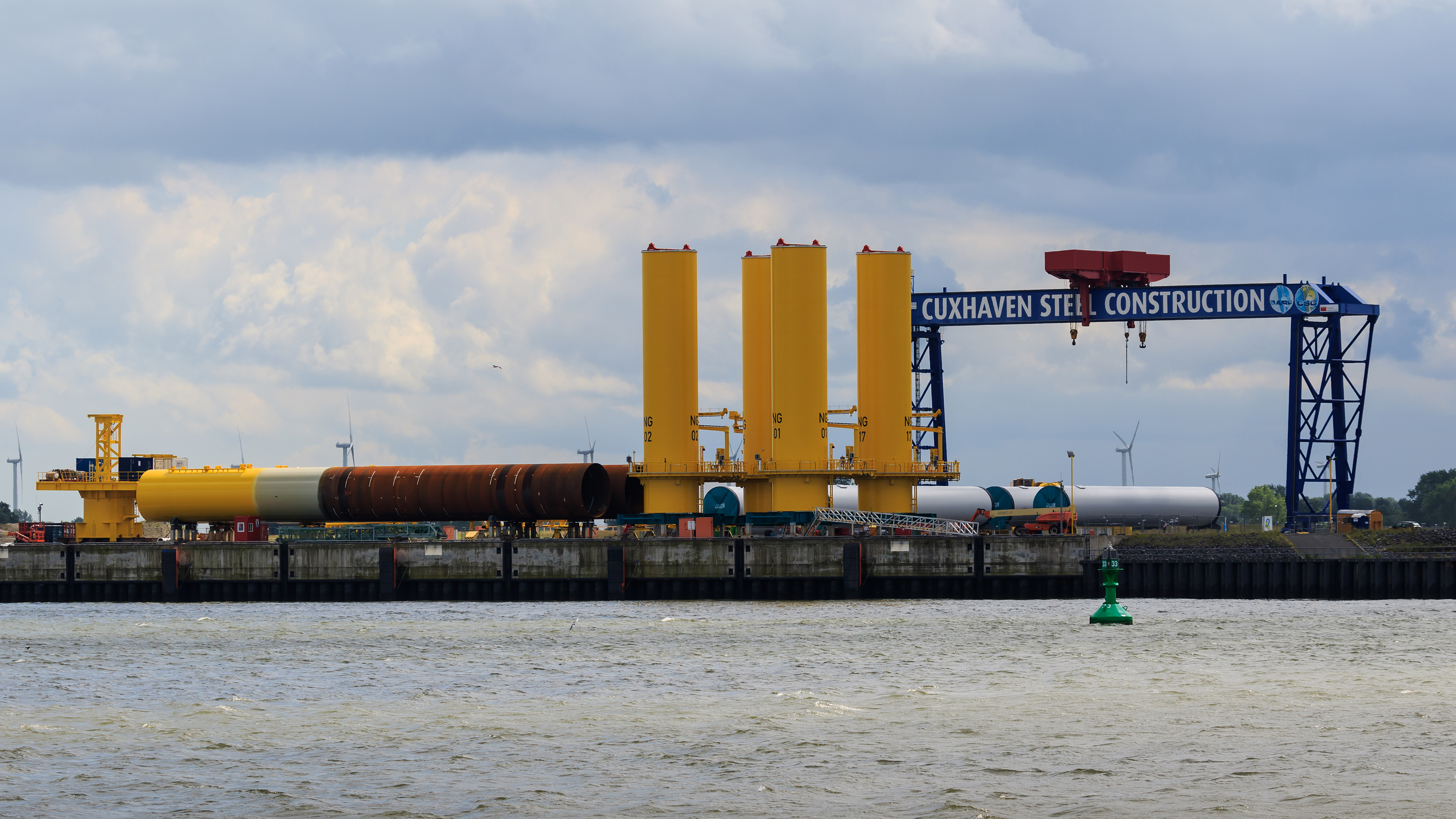
Monopiles im Werk Cuxhaven der Ambau

Errichtet wurden 18 Windenergieanlagen (WEA) des Typs Senvion 6.2M126, die über einen Rotordurchmesser von 126 Metern und über eine Nennleistung von jeweils 6,15 MW verfügen. Die Gesamtleistung aller Anlagen beträgt 110,7 MW.

## Netzanbindung und Verzögerung
Die 18 WEA werden durch Mittelspannungskabel mit einer Umspannplattform im Windpark verbunden, die den Strom auf Hochspannung von 155 kV transformiert. Von dort aus wird der Strom mittels einer 32 Kilometer langen externen Verbindung (davon 28 Kilometer Seekabel und 4 Kilometer Erdkabel) in das Umspannwerk Inhausen (nördlich von Wilhelmshaven) geleitet. Die Einspeisung erfolgt in das öffentliche Stromnetz des Übertragungsnetzbetreibers Tennet TSO. Durch die verhältnismäßig geringe Entfernung zum Netzanbindungspunkt von etwa 28 km kann der Netzanschluss in konventioneller Drehstrom-Technik erfolgen. Die technisch aufwändige Einrichtung einer Hochspannungs-Gleichstrom-Übertragung (HGÜ) war wirtschaftlich nicht effizient.
Mit Entwicklung und Errichtung der Umspannplattform war ursprünglich das Stahlbauunternehmen BVT Bremen der Heinrich Rönner Gruppe aus Bremerhaven beauftragt worden. Die Investitionssumme betrug ca. 36 Mio. Euro. Infolge von Kostensteigerungen musste BVT die Zahlungsunfähigkeit anmelden. Am 23. September 2016 wurde das vorläufige Insolvenzverfahren über das Vermögen der BVT angeordnet. Durch die fehlende Umspannplattform war die geplante Inbetriebnahme der vollständig errichteten Windenergieanlagen noch 2016 nicht möglich. Zur Fertigstellung der Umspannplattform beauftragte WPD ein Konsortium aus General Electric (Elektrotechnik), Stahlbau Nord (Stahlbau, ehemals BVT) und Muehlhan (Beschichtung). Die Umspannplattform wurde schließlich im September 2017 errichtet.